# Ángel Sáez Bernardos
Ángel Sáez Bernardos es un deportista español que compitió en remo. Ganó dos medallas de bronce en el Campeonato Mundial de Remo, en los años 1980 y 1982.

## Palmarés internacional
| Campeonato Mundial | Campeonato Mundial | Campeonato Mundial | Campeonato Mundial      |
| Año                | Lugar              | Medalla            | Prueba                  |
| ------------------ | ------------------ | ------------------ | ----------------------- |
| 1980               | Malinas (Bélgica)  | Medalla de bronce  | Ocho con timonel ligero |
| 1982               | Lucerna (Suiza)    | Medalla de bronce  | Ocho con timonel ligero |